# Halte Westfriesche Dijk
Halte Westfriesche Dijk (telegrafische code: wfd) is een voormalig spoorweghalte aan de Nederlandse tramlijn Van Ewijcksluis - Schagen, destijds aangelegd door de N.V. Spoor-(Tram)weg Wieringen-Schagen en geëxploiteerd door de Hollandsche IJzeren Spoorweg-Maatschappij (HIJSM). De halte lag waar het spoor de Westfriese Omringdijk kruiste, tussen de buurtschappen Kreil en Poolland in de huidige gemeente Hollands Kroon. Aan de tramlijn werd de halte voorafgegaan door station Schagen en gevolgd door stopplaats Oostpolder. Halte Westfriesche Dijk werd geopend op 1 maart 1912 en gesloten op 31 december 1934. Bij de stopplaats was een houten wachtruimte aanwezig.